# GreenBrowser
GreenBrowser ist ein eingestellter, kostenfreier Webbrowser auf der Basis des Internet Explorers. Die letzte Version erschien 2016.
Er ist ein Browser mit vollem Funktionsumfang, trotzdem ist er sehr kompakt und benötigt nur wenig Festplattenspeicher.
GreenBrowser wurde von der chinesischen Firma morequick entwickelt.
Er bietet einen eigenen Download-Manager, einen Werbeblocker sowie Unterstützung von Tabbed Browsing und Mausgesten. Das Aussehen kann durch Skins, die von der Webseite heruntergeladen werden können, verändert werden. Ebenso gibt es Plug-ins, um den Funktionsumfang zu erweitern.
Der Browser besitzt viele Symbolleisten; die Standardsuchmaschine ist Google.
GreenBrowser war einer der elf Browser, die von Microsoft infolge eines Gerichtsverfahrens mit der EU unter BrowserChoice.eu als Alternative zum Internet Explorer angeboten werden. Im August 2010 wurden GreenBrowser und Sleipnir aus der Liste entfernt und durch Lunascape und SRWare Iron ersetzt.